# Lissia lissa
Lissia lissa is een vlinder uit de familie van de dikkopjes (Hesperiidae). De soort is voor het eerst wetenschappelijk beschreven als Leona lissa door William Harry Evans in een publicatie uit 1937.

## Verspreiding
De soort komt voor in de bossen van Ghana, Kameroen, Centraal-Afrikaanse Republiek, Congo-Kinshasa, Oeganda en Kenia.

## Ondersoorten
- Lissia lissa lissa (Evans, 1937) (Ghana, Kameroen, Centraal-Afrikaanse Republiek, Congo-Kinshasa)
- Lissia lissa lima (Evans, 1937) (Oeganda, Kenia)

## Waardplanten
De rups leeft op soorten van het geslacht Dracaena waaronder Dracaena laxissima (Asparagaceae).